# It Must Have Been Love
"It Must Have Been Love" là một bài hát được Per Gessle viết và được trình diễn bởi bộ đôi nhạc pop Thụy Điển Roxette. Bản ballad mạnh mẽ này  đã trở thành bản hit số một của Roxette tại Hoa Kỳ, và là một trong những bản phát hành bán chạy nhất của họ, được chứng nhận vàng hoặc bạch kim ở một số quốc gia.
Bốn phiên bản khác nhau của bài hát đã được phát hành chính thức. Bài hát gốc được phát hành vào năm 1987, tiếp theo là hóa thân thành công nhất, một phiên bản được chỉnh sửa một chút - bỏ qua các ám chỉ về Giáng sinh - được tạo ra để làm nhạc phim cho bộ phim Pretty Woman năm 1990. Trong "Join the Joyride! World Tour" vào năm 1991, ban nhạc đã thu âm một phiên bản nhạc đồng quê ở Los Angeles, bao gồm trong album Tourism năm 1992 của họ. Một phiên bản tiếng Tây Ban Nha của bản ghi Pretty Woman đã được phát hành trong bản tổng hợp Baladas en Español năm 1996. Cuối cùng, một buổi biểu diễn trực tiếp từ buổi hòa nhạc năm 2009 của ban nhạc tại Night of the Proms đã được đưa vào album phòng thu năm 2012 của họ, Travelling.